# SC 1906 Munich
Le SC München von 1906, partiellement francisé en SC 1906 Munich est un club de sport allemand basé dans le quartier d'Obergiesing, à Munich. Il est fondé en 1906, comme club de culturisme. La section football est fondée en 1927. Avec environ 500 membres, le club fait partie des plus importants de la ville.
En 2008, la section football est dissoute et intégrée à celle du FC Haidhausen dans une quasi-fusion au sein du nouveau SpVgg 1906 Haidhausen.

## Histoire
Le club est connu en tant que club formateur de Franz Beckenbauer. Dans les années 1950, le club possède l'une des meilleures équipes de football de Bavière. 